# Hanami (wydawnictwo)
Hanami – polskie wydawnictwo działające od 2006, zajmujące się mangą, wydające także książki kucharskie. Zostało założone przez Radosława Bolałka i Magdalenę Tomaszewską-Bolałek w ramach istniejącej już wcześniej firmy o tej samej nazwie zajmującej się relacjami polsko-japońskimi.

## Historia i działalność
Pierwszą wydaną pozycją były Tradycje kulinarne Japonii autorstwa Magdaleny Tomaszewskiej-Bolałek. Od 2007 wydawało mangi, pierwszą pozycją była Suppli Mari Okazaki – obyczajowa manga dla młodych kobiet. Łącznie w latach 2007–2015 opublikowało 28 tytułów, najwięcej z gatunku seinen (18 tytułów), wśród autorów był m.in. Jirō Taniguchi. Komiksy wydawnictwa były skierowane do dorosłego odbiorcy. Cieszyły się dobrą opinią wśród miłośników komiksu oraz dziennikarzy.
Poza komiksami wydawało także książki kucharskie współzałożycielki wydawnictwa Magdaleny Tomaszewskiej-Bolałek, m.in. Słodycze Japonii wyróżnione Gourmand World Cookbook Awards za 2013 rok w kategorii kuchnia japońska, Tradycje kulinarne Danii i Tradycje kulinarne Norwegii nagrodzone w 2023 tą samą nagrodą (ta ostatnia książka otrzymała także wyróżnienie w konkursie o Nagrodę Magellana.

## Wybrane komiksy
Według:
- Suppli Mari Okazaki (2007)
- Balsamista Mitsukazu Mihary (2008)
- Duds Hunt Tetsuyi Tsutsui (2008)
- Dynia z majonezem Kiriko Nananan (2008)
- Ikar Moebiusa i Jirō Taniguchiego (2008)
- Wędrowiec z tundry Jirō Taniguchiego (2008)
- Beautiful People Mitsukazu Mihary (2009)
- Dwie poduszki Hinako Sugiury (2009)
- Dziennik z zaginięcia Hideo Azumy (2009)
- Japan Kentarō Miury i Buronsona (2009)
- Japonia widziana oczyma 20 autorów - antologia (2009)
- Król wilków Kentarō Miury i Buronsona (2009)
- Księga wiatru Jirō Taniguchiego i Kana Furuyamy (2009)
- Muzyka Marie Usamaru Furuyi (2009)
- Ratownik Jirō Taniguchiego (2009)
- Ristorante Paradiso Natsume Ono (2009)
- Solanin Inio Asano (2009-2010)
- Zoo zimą Jirō Taniguchiego (2010)
- Anagram Kirin Tendō (2010)
- Ikigami Motoro Mase (2010)
- Morfina Chiki Adachi i Kumiko Saiki (2010)
- Mój rok - wiosna Jirō Taniguchiego i Jeana-Davida Morvana (2010)
- Odległa dzielnica Jirō Taniguchiego (2010)
- Osiedle promieniste Inio Asano (2010)
- Pitu, pitu Daisuke Igarashiego (2010-2011)
- Podniebny Orzeł Jirō Taniguchiego (2010)
- Pluto Osamu Tezuki i Naokiego Urasawy (2011)
- Nawiedzony dom Mitsukazu Mihary (2012)
- Monster Naokiego Urasawy (2014)
- Mushishi Yukiego Urushibary (2015)
- Saga winlandzka Makoto Yukimury (2017)
- Idący człowiek Jirō Taniguchiego (2017)
- 20th Century Boys. Chłopaki z dwudziestego wieku Naokiego Urasawy (2018)
- Czy chcesz zostać starą panną? Mari Okazaki (2018)
- K. Jirō Taniguchiego i Shiro Tosakiego (2019)
- Poranek ściętych głów Kazuo Koike i Gōsekiego Kojimy (2020)
- Szczyt bogów Jirō Taniguchiego (2022)
- Samotny wilk i szczenię Kazuo Koike i Goseki Kojimy (2022)